# Articulação do ombro
A articulação do ombro ou articulação glenoumeral é uma articulação sinovial  enartrose que envolve uma articulação entre a fossa glenoide e escápula e a cabeça do úmero, do tipo bola e soquete. Devido a uma interface limitada entre o úmero e a escápula, essa articulação é a que possui maior liberdade de movimento no ser humano. É suportada por pequeno conjunto ósseo e principalmente por tecidos moles, tais como, músculos, ligamentos e cápsula articular.